# What If… Kahhori Reshaped the World?
«What If… Kahhori Reshaped the World?» (с англ. — «Что, если… Каххори изменила бы мир?») — шестой эпизод второго сезона американского анимационного телесериала «Что, если…?», основанного на одноимённой серии комиксов издания Marvel Comics.
В данном эпизоде вводится новый герой — коренной ирокез-девушка Каххори, получившая свои способности с помощью Камня Пространства и исследуется вопрос о том, как бы она изменила мир, используя свои способности. Сценарий к эпизоду написал Райан Литтл, а режиссёром выступил Брайан Эндрюс.
Джеффри Райт повествует события мультсериала в роли Наблюдателя. Главную героиню данного эпизода — Каххори, озвучила Девери Джейкобс.
Разработка второго сезона началась в декабре 2019 года. Однако из-за задержек в производстве, вызванных пандемией COVID-19 во время создания первого сезона, было объявлено, что первые два сезона будут состоять из девяти эпизодов каждый.
Эпизод «Что, если… Каххори изменила бы мир?» был выпущен на стриминговом сервисе Disney+ 27 декабря 2023 года.

## Сюжет
В альтернативной временной линии Рагнарёк Асгарда происходит за несколько лет до войны Асгарда с Йотунхеймом. В последний момент Один выступает с Тессерактом против Суртура, в результате чего Асгард уничтожается, а Один погибает. После уничтожения Асгарда Тессеракт врезается в земли конфедерации Хауденосауни на Земле в доколониальной Америке, которая спустя годы становится землёй племени Ирокезов. Сам Тессеракт падает в озеро, после чего раскалывается и выпускает силу Камня Пространства, даруя озеру его способности. За данные территории шли многочисленные войны, и после установления мира земли стали зваться «проклятыми», а озеро «запретным».
В конце XV века на молодую коренную девушку-ирокеза Каххори и её брата Уахту охотятся испанские конкистадоры, разграбившие их деревню в поисках «фонтана молодости» по легендам Ирокезов, который для племени является «запретным». В процессе погони, Каххори и Уахту попадают в пещеру с этим озером, но их настигают конкистадоры и ранят Каххори, из-за чего она падает в озеро. Содержащийся на дне Камень Пространства дарует Каххори сверхспособности и переносит её в другое измерение.
Каххори приходит в себя в другом измерении, в которой проживают такие же ирокезы и её предки, получившие сверхспособности, также попав в озеро и исчезнув из основного мира. Её встречает ирокез Атахракс и устраивает экскурсию по деревне, заявляя, что здешние жители, будучи бессмертными, используют свои силы в мирных целях, живя без войн и смерти. Каххори не желает оставаться в этом мире, вспоминая о своём брате. Тем временем деревню Ирокезов сжигают, а жителей берут в плен. Испанский коммандер Родриго Альфонсо Гонсоло выпытывает из ирокезов местоположение озера, и когда приходит туда, ужасается тем, что солдаты, опустившиеся в озеро, внезапно исчезают. Посчитав это за проклятье, он отступает, приказывая всем испанцам начать обратный путь в Испанию.
Каххори начинает учиться управлять своими способностями под руководительством Атахракса. Она пытается добраться до портала в небе, который переносит сюда всех, кто попал в озеро, и после множества безуспешных попыток отправляется с ирокезами на охоту.  Побывавшие в озере конкистадоры оказываются в данном измерении и нападают на племя, но их останавливает Каххори. Она заявляет, что племя в этом измерении эгоистично скрывается от всех, забывая о тех, кто погибает в настоящем мире. Она перемещает портал на землю с помощью своих сил и пытается вдохновить племя пойти за ней, после чего уходит. Используя свои сверхспособности, Каххори нападает на флот Родриго Гонсоло, однако он одерживает верх. Он пытается убить Каххори, однако прибывшее племя ирокезов останавливает его, нападая на флот испанцев. Гонсоло нападает на Каххори, однако она убивает его и отправляется за братом. Освободив своё племя, Каххори вместе с другими Ирокезами уничтожает флот испанцев.
Каххори не останавливается на Гонсоло, после чего прибывает к королеве Испании Изабелле I и просит её заключить мир между племенами и царствами, угрожая большой войной в случае отказа, прилюдно унижая королеву и уничтожая её трон. В это же время из портала внезапно появляется «Верховный» Доктор Стивен Стрэндж, и заявляет, что долго искал Каххори и восхищён её действиями по налаживанию мира в этой реальности.

## Производство

### Разработка
«У меня был замечательный наставник, который много работал с коренным населением на севере штата Нью-Йорк, и я был рад использовать этот опыт, чтобы создать совершенно оригинальный кусочек КВМ с сюжетными линиями для новых героев из коренного населения, написанными с уважением к прошлым поколениям и оптимизмом в отношении будущих.»
В декабре 2019 года президент Marvel Studios Кевин Файги сообщил, что работа над вторым сезоном «Что, если…?», содержащим 10 эпизодов была начата и основанным на одноимённой серии комиксов издания Marvel Comics. В нём исследуется, как изменились бы события фильмов медиафраншизы «Кинематографическая вселенная Marvel» (КВМ), если бы некоторые события произошли бы иначе. Эшли Брэдли и Брайан Эндрюс вернулись в качестве главного сценариста и ведущего режиссёра соответственно и являются исполнительными продюсерами вместе с Брэдом Виндербаумом, Кевином Файги, Луисом Д’Эспозито и Викторией Алонсо. Райан Литтл написал сценарий к шестому эпизоду, названному «Что, если… Каххори изменила бы мир?» который исследует вопрос о том, что произойдёт, если Тессеракт упадёт в конфедерации Хауденосауни в доколониальной Америке, события которого происходят в альтернативной временной линии, в которой Европейская колонизация Америки так и не произошла. Он также ввёл нового оригинального персонажа КВМ — Каххори, молодую девушку-ирокез, которая представлена на языке ирокезов. Литтл и Эндрюс работали с представителями нации ирокезов, такими как историк Даг Джордж, который рассказывал о истории региона Аквесасне (часть современного штата Нью-Йорк), и эксперт по языку ирокезов Сеселия Кинг, чтобы создать облик и мир Каххори и обеспечить культурную аутентичность эпизода, а отдел разнообразия Disney привлёк консультантов из Смитсоновского института, чтобы обеспечить точное представление коренных жителей Америки в дизайне, сюжете и музыке.

### Сценарий
Сценарий к эпизоду был написан американским сценаристом Райаном Литтлом.

### Подбор актёров
Джеффри Райт повествует события мультсериала в роли Наблюдателя, а сама студия Marvel выразила надежду в возвращении актёров к озвучиванию своих персонажей в новом сезоне. Главную героиню — Каххори, озвучила Девери Джейкобс, которая также изобразит персонажа Бонни в мини-сериале «Эхо» (2024). В озвучивании персонажей также приняли участие Киавентио Тарбелл (Уахта), Джереми Уайт (Атахракс), Габриэль Ромеро (конкистадор Родриго Альфонсо Гонсоло), Клэнси Браун (Суртур) и Джефф Бергман (Один). Королеву Испании Изабеллу I озвучила Каролина Равасса, а «Верховного» Стивена Стрэнджа — Бенедикт Камбербэтч.

### Анимация
Брайан Эндрюс разработал стиль анимации «Сел-шейдинг» вместе с главой отдела визуального развития Marvel Studios Райаном Мейнердингом. Хотя сериал имеет единый художественный стиль, такие элементы, как камера и цветовая палитра, отличаются между эпизодами:4.

## Музыка
В партитуре эпизода использовалась традиционная музыка племени ирокезов.

## Маркетинг
Каххори и информация об эпизоде впервые появились в марте 2023 года, когда была выпущена фигурка Funko Soda.

## Выпуск
Эпизод «Что, если… Каххори изменила бы мир?» был выпущен на стриминговом сервисе Disney+ 27 декабря 2023 года. Эпизод был заранее показан членам первых наций и племён ирокезов в восточной части Северной Америки, в частности, в окрестностях Монреаля и на восточном побережье США.

## Комментарии
1. ↑  Возникновение Рагнарёка до 2017 года — момент, когда события эпизода расходятся с хронологической последовательностью «Священной линии времени», в частности с событиями фильма «Тор: Рагнарёк» (2017), создавая новое альтернативное временное ответвление.